# ماريانو فيراري
ماريانو فيراري (بالإسبانية: Mariano Rubbo)‏ (28 مايو 1988 مونتفيدو الأوروغواي - ) هو لاعب كرة قدم أوروغواني، يلعب كلاعب وسط.

## روابط خارجية
- ماريانو فيراري على موقع قاعدة بيانات كرة القدم.إي يو (الإنجليزية)
- ماريانو فيراري على موقع Soccerway.com (الإنجليزية)